# Carbon footprint

Esempio di logo per la impronta carbonica fornito dalla Carbon Trust.

L'impronta carbonica (anche: impronta di carbonio, o in inglese: carbon footprint) è un parametro che viene utilizzato per stimare le emissioni gas serra causate da un prodotto, da un servizio, da un'organizzazione, da un evento o da un individuo, espresse generalmente in tonnellate di CO2 equivalente (ovvero prendendo come riferimento per tutti i gas serra l'effetto associato alla CO2, assunto pari a 1).
Secondo le indicazioni del Protocollo di Kyoto, i gas serra che devono essere presi in considerazione sono: anidride carbonica (CO2, da cui il nome "impronta carbonica"), metano (CH4), monossido di diazoto (N2O), idrofluorocarburi (HFC), perfluorocarburi (PFC) e esafloruro di zolfo (SF6). Tale parametro può essere utilizzato per la determinazione degli impatti ambientali che le emissioni hanno sui cambiamenti climatici di origine antropica.

## Impronta carbonica di prodotto

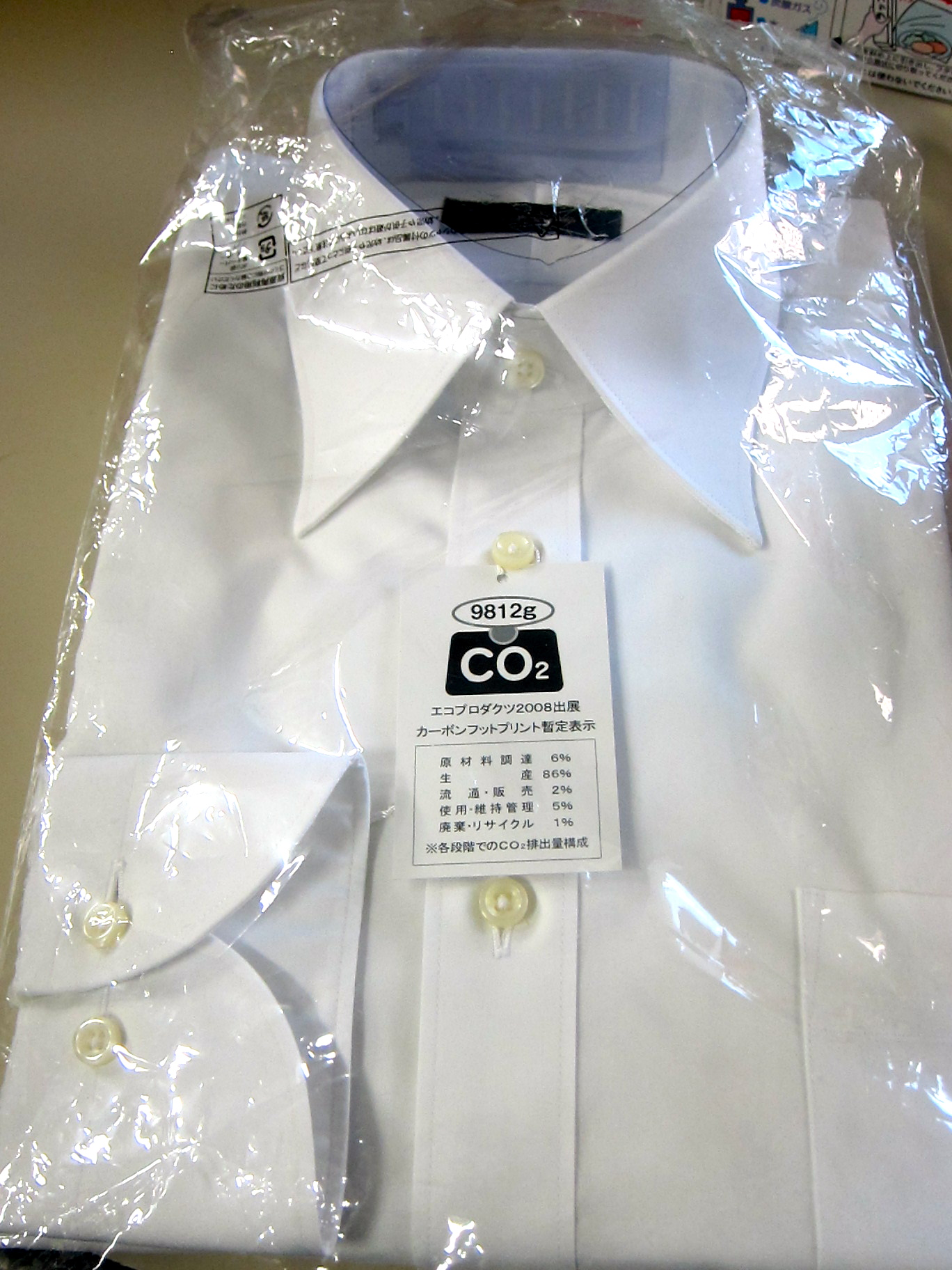
Indicazione dell'impronta carbonica di prodotto su una camicia.

Il calcolo dell'impronta carbonica di prodotto (CFP) comprende la quantificazione di tutte le emissioni di gas ad effetto serra (GHG) lungo tutto il ciclo di vita del prodotto, dall'estrazione delle materie prime allo smaltimento finale del prodotto. L'intero ciclo di vita del prodotto è anche definito "dalla culla alla tomba". Sebbene il calcolo dell'impronta carbonica di prodotto più rappresentativo sia quello che include tutte le fasi del ciclo di vita del prodotto, spesso il calcolo viene svolto solo per alcune fasi selezionate, ad esempio quando molte organizzazioni partecipano alla realizzazione del prodotto, per cui ciascuna organizzazione svolge in questo caso il calcolo solo sulle fasi di sua pertinenza o conoscenza.
Il calcolo della quantificazione della CFP viene ad oggi effettuato seguendo i requisiti contenuti nella specifica tecnica PAS 2050, emessa dall'ente di normazione britannico BSI, o lo standard emesso dal WRI/WBCSD. Nel 2013 è stata realizzata la pubblicazione del nuovo riferimento normativo univoco a livello internazionale: la specifica tecnica ISO/TS 14067.

## Impronta carbonica d'organizzazione
A livello di organizzazioni esistono due standard internazionali, uno emesso dal WRI/WBCSD (GHG Protocol) e l'altro dall'ISO (ISO 14064-1). Entrambi prevedono, pur utilizzando diverse denominazioni, l'obbligatorietà di considerare le emissioni di GHG prodotte direttamente dall'organizzazione e quelle indirettamente generate nella produzione di energia elettrica e termica che l'organizzazione utilizza. Le altre emissioni indirette (non collegate ai consumi elettrici e termici) possono essere contabilizzate su base volontaria. Ne consegue che due aziende identiche potranno decidere di estendere diversamente la quantificazioni delle emissioni di GHG della propria organizzazione, con il risultato di produrre due valori di GHG tra di loro non paragonabili. Per tale ragione è preferibile utilizzare per le organizzazioni l'Inventario GHG, invece che l'impronta carbonica d'organizzazione.

## Carbon Accounting e i tre differenti Scopi
Il carbon accounting, noto anche come contabilizzazione delle emissioni di gas serra, è un processo volto a quantificare la quantità di gas serra prodotti direttamente e indirettamente dalle attività di un'azienda o di un'organizzazione entro determinati confini. 
La pratica del carbon accounting si basa sulla suddivisione delle emissioni in tre categorie, Scopo 1, 2 e 3, per fornire un quadro completo delle fonti di gas serra di un'organizzazione e per facilitare la loro gestione e riduzione.
Scopo 1 - Emissioni dirette
Le emissioni di Scopo 1, anche chiamate "emissioni dirette", derivano da fonti direttamente controllate o possedute da un'organizzazione. Esempi includono le emissioni prodotte dai processi di fabbricazione o la produzione di elettricità in loco attraverso la combustione del carbone.
Scopo 2 - Emissioni indirette
Le emissioni di Scopo 2, denominate "emissioni indirette", provengono dall'acquisto di energia elettrica, riscaldamento e raffreddamento da fornitori esterni. Nel calcolo delle emissioni di Scope 2, vengono utilizzate metodologie basate sul luogo di provenienza dell’energia (es. rete elettrica locale) e sul relativo mercato di acquisto (es. acquisto di energie rinnovabili).
Scopo 3 - Emissioni indirette legate alla catena di fornitura
Le emissioni di Scope 3, spesso definite "emissioni legate alla catena di fornitura", sono emissioni indirette di gas serra che derivano dalle attività di un'azienda, ma non sono di competenza diretta dell'azienda stessa. Queste emissioni rappresentano in media ben 5,5 volte le emissioni di un'azienda e offrono un'importante opportunità per coinvolgere i fornitori nel percorso di decarbonizzazione.
Alcuni esempi di software per calcolare l'impronta di Carbonio di un'azienda:
Greenly
Green Future Project
Plan-a
SAP
Salesforce
Sweep
CONSUST

## Impronta carbonica individuale
È la quantità di carbonio che un individuo emette a livello quotidiano, consapevolmente e non. È possibile calcolare la propria in molteplici siti web.